# Fridolina Rolfö
Fridolina Rolfö (Kungsbacka, Suècia, 24 de novembre de 1993) és una futbolista sueca que juga com a davantera, com a extrem o com a lateral esquerra. Actualment juga al Manchester United Women Football Club. Va jugar quatre temporades al Futbol Club Barcelona de la Primera Divisió espanyola.
És habitual amb la selecció de Suècia, amb la qual ha aconseguit la medalla de plata als Jocs Olímpics de Rio de Janeiro 2016 i la medalla de bronze al Mundial de 2019.

## Trajectòria

### Inicis
Nascuda a la localitat sueca de Kungsbacka, va començar la seva carrera esportiva amb tot just dotze anys a l'IFK Fjärås de Suècia, un club poliesportiu amb seu a la ciutat de Fjärås, una petita ciutat de la mateixa localitat en la qual va créixer. Va jugar a la secció futbol juvenil de la institució sueca fins al 2008. Amb només 15 anys, es va traslladar al club esportiu Tölö IF on va debutar al grup Söderettan de la Divisió 1, la tercera categoria del futbol femení suec. Rolfö va jugar a l'equip de futbol femení de Tölö durant tres temporades, deixant l'equip a la fi de 2010.

### Jitex BK
Gràcies a les seves actuacions a les lligues inferiors, atrau l'atenció dels observadors de diversos equips i abans de l'inici del campionat de 2011 és contactada per la direcció de Jitex que li ofereix l'oportunitat de fer el salt i jugar al Damallsvenskan, la màxima categoria a Suècia. El 10 d'abril de 2011, va fer el seu debut a la primera jornada de lliga en la derrota per 1-2 contra el Djurgårdens IF. Posteriorment, al partit com visitant davant el recent ascendit Dalsjöfors GoIF aconsegueix marcar un hat-trick.
En el seu primer any amb l'equip de Mölndal va aconseguir marcar 9 gols a la lliga nacional, sent nomenada Millor Jugadora Jove del 2011 pel diari suec Göteborgs-Posten. En les tres temporades en què va estar al Jitex va marcar 16 gols en els 59 partits jugats, contribuint a la salvació del club de baixar de divisió, juntament amb arribar a les semifinals de la Copa de Suècia en la seva edició 2012.

### Linköpings FC

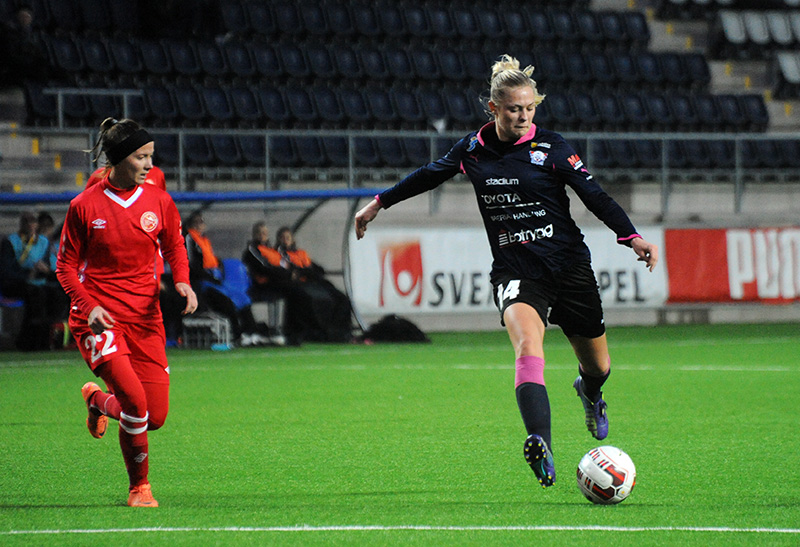
Fridolina jugant amb el Linköpings FC el 2014.

El 2014 va ser contactada per la direcció de Linköpings FC que li va oferir l'oportunitat de continuar jugant a Damallsvenskan en un equip més competitiu. Amb el club va debutar el 16 d'octubre del 2014 a la Lliga de Campions de la UEFA en la seva edició 2014-15 davant del Liverpool FC sent Fridolina la figura del partit en marcar un hat-trick, el seu primer en competències europees, donant la victòria 3-0 del seu equip a la tornada pels setzens de final, classificant així l'equip suec a la següent fase. A més va contribuir que en el seu primer any assolís la quarta posició a la classificació i la conquesta de la quarta Copa de Suècia del club.
Passaria dues temporades més a l'entitat sueca, amb qui conquistaria el doblet de Copa de Suècia, juntament amb alçar-se amb el campionat de Lliga Sueca el 2016, una marca assolida per segona vegada en la història del club.

### Bayern de Múnic

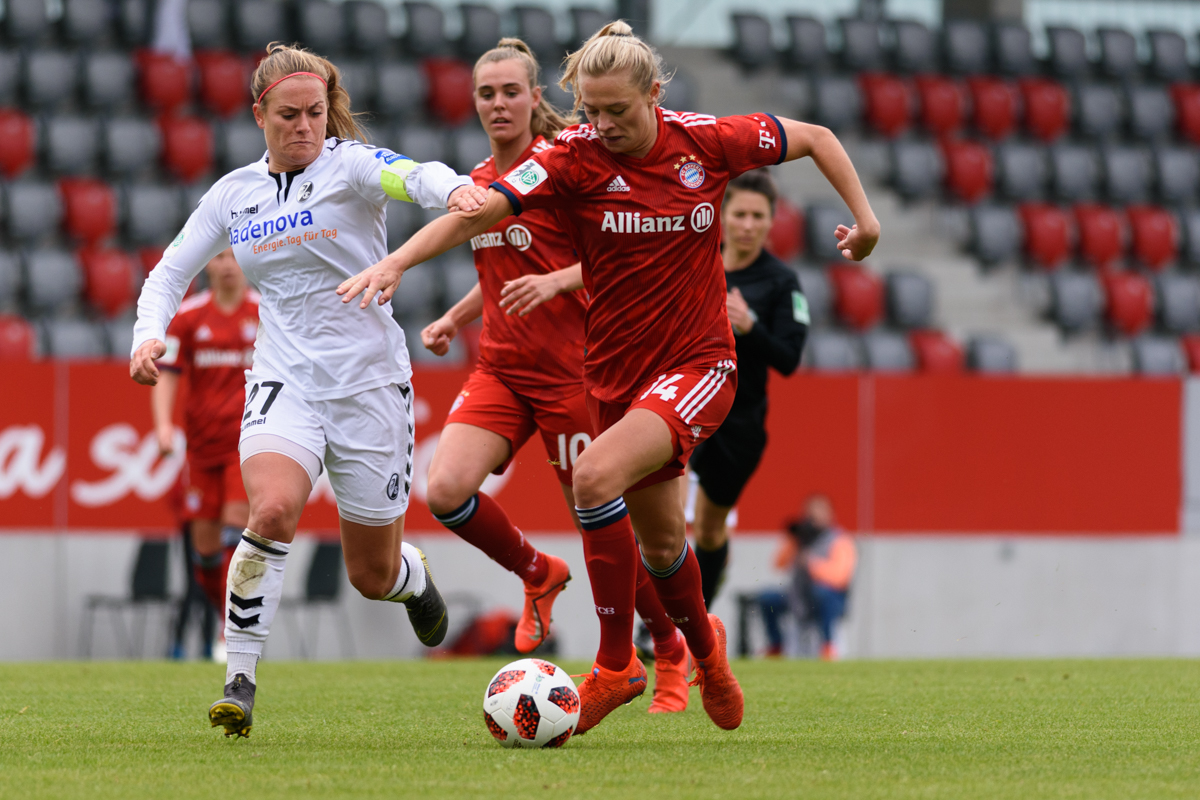
Rolfö amb el Bayern Múnic el 2019.

El 22 de novembre de 2016 es fa oficial el seu fitxatge pel Bayern Múnic signant un contracte per una temporada i mitja, deixant la lliga sueca per primera vegada i incorporant-se a la Bundesliga a partir de l'1 de gener de 2017. Debutaria fins al 26 de febrer de 2017, en la 13a jornada de lliga, en la victòria per 2-1 de local davant el FF USV Jena, substituint a Melanie Leupolz al minut 68. Va marcar el seu primer gol amb el club alemany l'1 d'octubre de 2017 a la golejada per 4-0 sobre el TSG 1899 Hoffenheim, amb el segon gol del partit al minut 39.
Després de dues temporades amb l'equip alemany, va participar en l'obtenció d'un triple segon lloc als campionats de Bundesliga que va disputar, va arribar a la final de la Copa d'Alemanya el 2018, la qual van perdre davant el VfL Wolfsburg. De la mateixa manera, van assolir la semifinal de la Lliga de Campions 2018-19, però van ser eliminades pel FC Barcelona. Finalment, el 2019 s'acomiada de l'equip de la capital germana, amb un marcador personal de 18 gols en 40 partits de lliga.

### VfL Wolfsburg
El 9 de maig de 2019, el VfL Wolfsburg va anunciar de forma oficial la incorporació de Fridolina a l'equip, signant per dues temporades. En la seva primera temporada amb les Wölfinnen, va guanyar el doblet de Bundesliga i Copa d'Alemanya. A més va participar en la Lliga de Campions 2019-20, a la semifinal del qual contra el FC Barcelona va marcar l'únic gol del partit donant-los l'accés a la final de la competició europea. A la final al País Basc es van enfrontar davant el campió defensor, l'Olympique de Lió, davant els que van caure per 1-3.

### F.C. Barcelona
Després de rebre diverses ofertes, el 7 de juliol de 2021 es fa oficial el seu fitxatge pel Futbol Club Barcelona de la Lliga espanyola de futbol femenina, vigent campió d'Europa, signant un contracte fins a 2023. El 4 de setembre, Rolfö va fer el seu debut oficial com a blaugrana en ingressar durant els últims 18 minuts, reemplaçant Mariona Caldentey a la golejada 5-0 al Granadilla Tenerife. Una setmana després, va marcar el primer gol per a l'equip barcelonista, quan va marcar el quart gol del seu equip en una altra victòria per 5-0 contra el Real Betis. Després de 4 temporades on va anar perdent la titularitats i minuts deixa el club després de rescindir el contracte l'estiu de 2025 després de 4 temporades.

## Internacional

### Categories inferiors

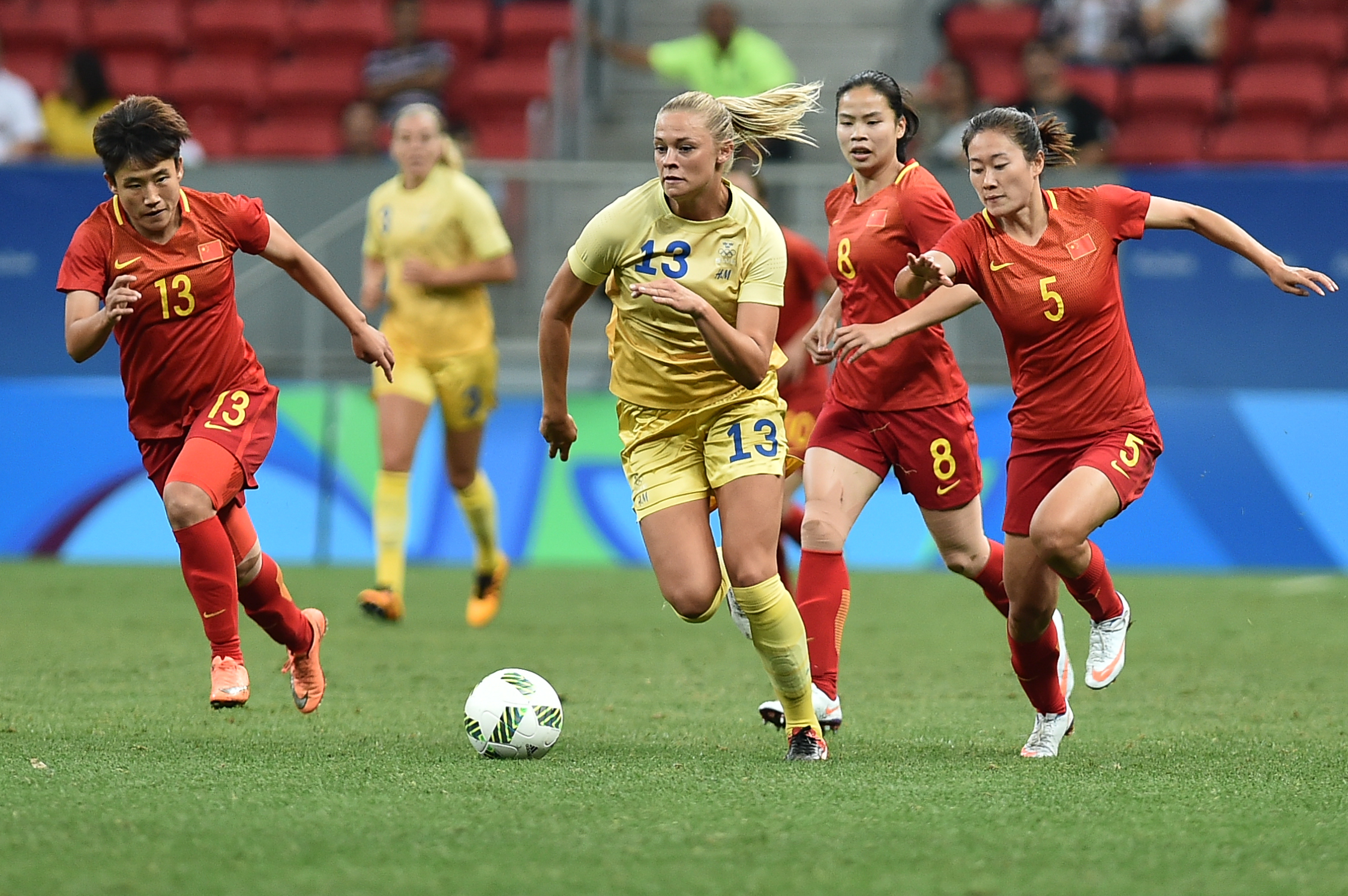
Rolfö als Jocs Olímpics de 2016.

Fridolina Rolfö va començar a participar amb les divisions inferiors de la selecció de Suècia, sent convocada amb l'equip sub-17 el 2009 i inclosa a la plantilla que va participar en la primera ronda de classificació per a l'edició 2010 del Campionat d'Europa. Va debutar el 15 de setembre, en el partit en què Suècia va guanyar per 8-0 a Letònia. Va jugar un total de 17 vegades i va marcar 7 vegades amb la selecció sub-17.
El 2011 el seleccionador de la selecció sub-19 convoca Rolfö per a l'equip que va representar Suècia en l'edició 2011 del Campionat d'Europa sub-19 a disputar a Itàlia. L'equip aconsegueix passar la primera fase classificatòria, però queden eliminats a la següent etapa quedant segones al Grup 5, per darrere de Suïssa.
En la següent edició del torneig, Rolfö és novament inclosa en la nòmina de Suècia sub-19 per Elin Rubensson per a l'Eurocopa sub-19 de 2012 de Turquia. En la fase de grups del torneig, les sueques van aconseguir classificar-se per a la següent fase com a segones del grup, després de vèncer a Anglaterra i Sèrbia, mentre que va empatar 0-0 amb Espanya amb Fridolina sortint en el mig temps. Van quedar darrere d'aquesta última per diferència de gols. A la semifinal del torneig, es van enfrontar a Dinamarca a les que van vèncer per 3-1. En la definició del torneig es van enfrontar novament a la selecció espanyola, amb qui van empatar els primers noranta minuts. A la pròrroga va ingressar Fridolina al minut 104, i tan sols 4 minuts després Malin Diaz va marcar l'únic gol del matx que els va fer quedar-se amb el títol per segona vegada a la seva història.
Posteriorment, va participar amb la selecció juvenil sub-23 en els Jocs Olímpics d'estiu de 2016 a Rio de Janeiro. Fridolina ajudaria les sueques a guanyar la medalla de plata després de perdre a la final davant Alemanya. No obstant això, Rolfö no va participar en la derrota per 2-1 a l'Estadi de Maracanã, després de patir una lesió que va tenir en quarts de final contra els Estats Units.

### Absoluta

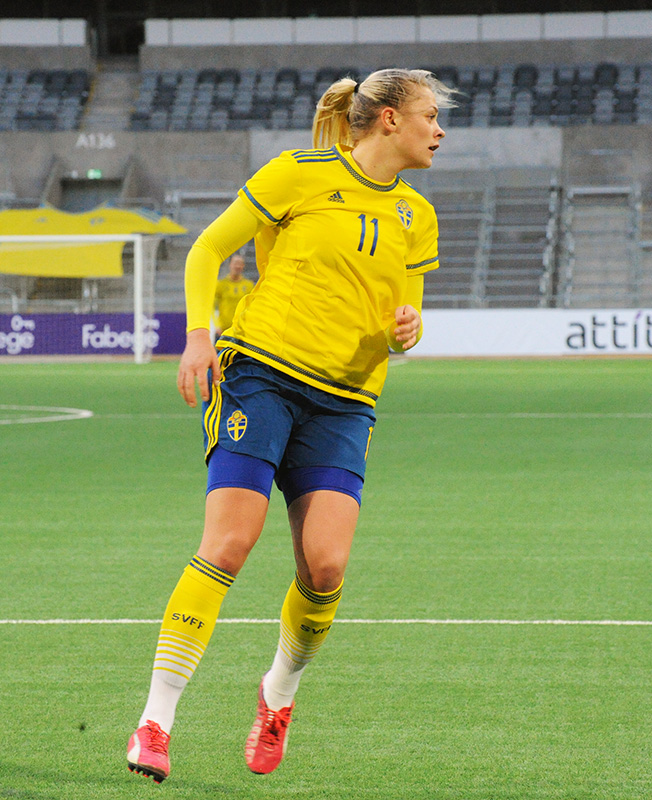
Fridolina amb la selecció sueca el 2015.

El 2014, l'entrenadora Pia Sundhage la va convocar a la selecció absoluta de Suècia. El 3 d'agost de 2014, les sueques es van enfrontar a Anglaterra en un partit amistós, sent el debut de Rolfö.
Posteriorment, va ser inclosa a la plantilla per a les etapes de classificació de l'Eurocopa 2017, amb Fridolina participant en els darrer 17 minuts del segon partit de classificació del Grup 4 el 22 de setembre de 2015, en la victòria sueca per 3-0 sobre Polònia.
En la cinquena data classificatòria, el 2 de juny de 2016, Rolfö marca l'últim gol de la golejada de visita per 0-4 sobre Polònia, després d'haver ingressat a la segona part del matx. Només quatre dies després, va marcar un doblet sent titular en la data següent davant Moldàvia que va acabar 6-0. Les sueques van acabar primeres del grup amb set victòries consecutives, caient solament davant Dinamarca.
A l'any següent, va participar en l'Eurocopa 2017 disputada als Països Baixos. Fridolina va jugar els tres partits del grup B de la fase de grups, encara que no va disputar els partits del tot. Sent segones del seu grup, es van classificar a quarts de final enfrontant-se a les amfitriones de la selecció neerlandesa, davant les quals van caure per 2-0, sent eliminades amb Rolfö sent substituïda al minut 78.
Rolfö va ser convocada per participar de la Copa Mundial 2019 amb seu a França. La selecció suèca es va imposar en fase de grups davant les debutants de Xile, i Tailàndia, amb Fridolina marcant el tercer dels cinc gols marcats al segon partit, després d'entrar des de la banqueta. Van ser derrotades en l'última jornada pels Estats Units.
Després de classificar-se a vuitens de final com a segones del grup, Suècia es va imposar a la selecció canadenca per la mínima, juntament amb vèncer a Alemanya en quarts de final per 2-1, disputant Rolfö ambdós partits de forma titular. A semifinals el 3 de juliol, van caure finalment davant Països Baixos després d'empatar sense gols en el temps reglamentari, mentre que a la pròrroga un únic gol al minut 99 les va deixar fora del torneig. Les sueques van aconseguir la medalla de bronze en imposar-se a Anglaterra per 1-2 en la final de consolació que es va disputar a Lió, trobada en la qual Fridolina va patir una lesió al turmell, per la qual cosa va haver d'abandonar el camp al minut 27.

### Participacions amb seleccions
| Equip           | Selecció | Anys           |
| --------------- | -------- | -------------- |
| Suècia Sub-17   | Suècia   | 2008 - 2010    |
| Suècia Sub-19   | Suècia   | 2010 - 2012    |
| Suècia Sub-23   | Suècia   | 2011 - 2015    |
| Suècia Absoluta | Suècia   | 2014 - present |

### Participacions internacionals
| Títol                    | Equip              | Seu            | Any  | Resultat |
| ------------------------ | ------------------ | -------------- | ---- | -------- |
| Campionat Europeu Sub-19 | Selecció de Suècia | Turquia        | 2012 | Campiona |
| Jocs Olímpics            | Selecció de Suècia | Rio de Janeiro | 2016 | Plata    |
| Copa del Món             | Selecció de Suècia | França         | 2019 | 3° Lloc  |
| Jocs Olímpics            | Selecció de Suècia | Tòquio         | 2020 | Plata    |

## Clubs
| Club                  | País     | Anys           |
| --------------------- | -------- | -------------- |
| IFK Fjärås (formatiu) | Suècia   | 2007 - 2008    |
| Tölö IF               | Suècia   | 2008 - 2010    |
| Jitex BK              | Suècia   | 2011 - 2013    |
| Linköpings FC         | Suècia   | 2014 - 2016    |
| Bayern de Múnic       | Alemanya | 2017 - 2019    |
| VfL Wolfsburg         | Alemanya | 2019 - 2021    |
| FC Barcelona          | Espanya  | 2021 - present |

## Estadístiques
| Club                       | Div.          | Temporada     | Lliga | Lliga | Copa  | Copa  | Continental | Continental | Total | Total |
| Club                       | Div.          | Temporada     | Part. | Gols  | Part. | Goles | Part.       | Goles       | Part. | Goles |
| -------------------------- | ------------- | ------------- | ----- | ----- | ----- | ----- | ----------- | ----------- | ----- | ----- |
| Jitex BK · Suècia          | 1a            | 2011          | 21    | 9     | 4     | 2     | -           | -           | 25    | 11    |
| Jitex BK · Suècia          | 1a            | 2012          | 16    | 3     | 3     | 0     | -           | -           | 19    | 3     |
| Jitex BK · Suècia          | 1a            | 2013          | 22    | 4     | 1     | 0     | -           | -           | 23    | 4     |
| Jitex BK · Suècia          | Total         | Total         | 59    | 16    | 8     | 2     | -           | -           | 57    | 18    |
| Linköpings FC · Suècia     | 1a            | 2014          | 20    | 8     | 6     | 3     | -           | -           | 26    | 11    |
| Linköpings FC · Suècia     | 1a            | 2015          | 18    | 3     | 4     | 7     | 5           | 4           | 27    | 14    |
| Linköpings FC · Suècia     | 1a            | 2016          | 13    | 5     | 2     | 3     | -           | -           | 15    | 8     |
| Linköpings FC · Suècia     | Total         | Total         | 51    | 16    | 12    | 13    | 5           | 4           | 68    | 33    |
| Bayern de Múnic · Alemanya | 1a            | 2016-17       | 5     | 0     | 1     | 0     | -           | -           | 6     | 0     |
| Bayern de Múnic · Alemanya | 1a            | 2017-18       | 19    | 9     | 4     | 2     | 2           | 0           | 25    | 11    |
| Bayern de Múnic · Alemanya | 1a            | 2018-19       | 16    | 9     | 3     | 1     | 6           | 2           | 25    | 12    |
| Bayern de Múnic · Alemanya | Total         | Total         | 40    | 18    | 8     | 3     | 8           | 2           | 56    | 23    |
| VfL Wolfsburg · Alemanya   | 1a            | 2019-20       | 11    | 6     | 4     | 0     | 4           | 2           | 19    | 8     |
| VfL Wolfsburg · Alemanya   | 1a            | 2020-21       | 14    | 3     | 5     | 0     | 5           | 1           | 24    | 4     |
| VfL Wolfsburg · Alemanya   | Total         | Total         | 25    | 9     | 9     | 0     | 9           | 3           | 43    | 12    |
| FC Barcelona · Catalunya   | 1a            | 2021-22       | 26    | 9     | 3     | 0     | 11          | 3           | 37    | 12    |
| FC Barcelona · Catalunya   |               | 2022-23       | 21    | 8     | -     | -     | 11          | 4           | 32    | 12    |
| FC Barcelona · Catalunya   | Total         |               | 47    | 17    | 3     | 0     | 22          | 7           | 69    | 24    |
| Total carrera              | Total carrera | Total carrera | 222   | 76    | 40    | 19    | 44          | 16          | 293   | 120   |

## Palmarès

### Campionats estatals
| Títol               | Club          | País     | Any  |
| ------------------- | ------------- | -------- | ---- |
| Copa de Suècia      | Linköpings FC | Suècia   | 2014 |
| Copa de Suècia      | Linköpings FC | Suècia   | 2015 |
| Damallsvenskan      | Linköpings FC | Suècia   | 2016 |
| Bundesliga          | VfL Wolfsburg | Alemanya | 2020 |
| Copa d'Alemanya     | VfL Wolfsburg | Alemanya | 2020 |
| Copa d'Alemanya     | VfL Wolfsburg | Alemanya | 2021 |
| Lliga espanyola     | FC Barcelona  | Espanya  | 2022 |
| Supercopa d'Espanya | FC Barcelona  | Espanya  | 2022 |
| Copa de la Reina    | FC Barcelona  | Espanya  | 2022 |
| Lliga espanyola     | FC Barcelona  | Espanya  | 2023 |

### Campionats internacionals
| Títol                         | Equip                       | Seu            | Any  |
| ----------------------------- | --------------------------- | -------------- | ---- |
| Campionat Europeu Sub-19      | Selecció de Suècia femenina | Alemania       | 2012 |
| Jocs Olímpics                 | Selecció de Suècia femenina | Rio de Janeiro | 2016 |
| Jocs Olímpics                 | Selecció de Suècia femenina | Tòquio         | 2021 |
| UEFA Women's Champions League | FC Barcelona                | Eindhoven      | 2023 |